# John Richardson Bennett
John Richardon Bennett (7 de septiembre de 1847-15 de febrero de 1923) fue un abogado y escritor estadounidense perteneciente a la masonería y experto en sociedades secretas.

## Biografía
Desde muy joven mostró interés por las sociedades secretas, sus estudios le llevarían a establecerse en Boston en 1871 como abogado donde se sabe que se inició en la masonería en 1884. Posteriormente se mudaría a Muskegon, Michigan donde sus investigaciones sobre el origen de la masonería le llevarían a publicar El origen de la masonería y los caballeros templarios (1911) editorial Cincinnati Press of Johnson & Hardin siendo uno de los estudios más completos de la época.